# Metallochlora
Metallochlora is een geslacht van vlinders uit de familie van de spanners (Geometridae). De wetenschappelijke naam van het geslacht is voor het eerst geldig gepubliceerd in 1896 door William Warren.
De soorten uit dit geslacht komen voor Afrika (onder meer in Kameroen, Ivoorkust, Madagascar en Zuid-Afrika) en in Oceanië (o.m. in Papoea-Nieuw-Guinea, de Salomonseilanden en Australië).

## Soorten
- M. acosmetata Fletcher, 1957
- M. albicinctaria Walker, 1866
- M. ametalla Turner, 1910
- M. aurigera Pagenstecher, 1900
- M. camerunica Herbulot, 1982
- M. decorata Warren, 1896
- M. differens Warren, 1897
- M. dyscheres Prout, 1922
- M. exorista Prout, 1917
- M. glacialis (Butler, 1880)
- M. glauca Herbulot, 1977
- M. grisea Prout, 1915
- M. impotens Prout, 1926
- M. lineata Warren, 1896
- M. meeki Warren, 1896
- M. melanopis Prout, 1915
- M. militaris Lucas, 1891
- M. misera Prout, 1920
- M. neomela Meyrick, 1889
- M. proximata Warren, 1899
- M. roseifimbria Prout, 1913
- M. rubripuncta Warren, 1902
- M. sanguinipuncta Warren, 1898
- M. tetralopha Lower, 1898
- M. venusta (Warren, 1896)